# Пем Шрайвер
Памела Говард Шрайвер (англ. Pamela Howard Shriver, більше знана як Пем Шрайвер (Pam Shriver), 4 липня 1962) — американська тенісистка, що виступала у 1980-х, 1990-х роках, одна з найкращих парних тенісисток в історії, олімпійська чемпіонка.
За свою кар'єру Шрайвер виграла 133 титули, серед яких 21 перемога в турнірах Великого шолома в парному розряді й одна перемога в міксті. Більшість своїх парних перемог Шрайвер здобула з Мартіною Навратіловою. Звання олімпійської чемпіоки Пем отримала в Сеулі в парі з Зіною Гаррісон.
Найбільшим успіхом Шрайвер в одиночному розряді був вихід у фінал Відкритого чемпіонату США 1978 року.
Шрайвер добре грала на сітці й мала у своєму арсеналі підрізаний епроуч, який вирізняв її серед інших гравців.
Після завершення тенісної кар'єри Пем Шрайвер працює коментатором ESPN.

## Виступи у турнірах Великого шолома

### Одиночний розряд
| Турнір                                 | 1978  | 1979  | 1980  | 1981  | 1982  | 1983  | 1984  | 1985  | 1986  | 1987  | 1988  | 1989  | 1990  | 1991  | 1992  | 1993  | 1994  | 1995  | 1996  | 1997  | Career SR |
| -------------------------------------- | ----- | ----- | ----- | ----- | ----- | ----- | ----- | ----- | ----- | ----- | ----- | ----- | ----- | ----- | ----- | ----- | ----- | ----- | ----- | ----- | --------- |
| Відкритий чемпіонат Австралії з тенісу |       |       | ЧФ    | ПФ    | ПФ    | ПФ    | ЧФ    | 3р    | NH    | ЧФ    | 2р    | 3р    | 3р    | 3р    | 3р    | 1р    | 2р    | 1р    | 1р    |       | 0 / 16    |
| Відкритий чемпіонат Франції з тенісу   |       |       |       |       |       | 3р    |       |       |       |       |       |       |       |       |       |       | 1р    |       |       |       | 0 / 2     |
| Вімблдонський турнір                   | 3р    | 2р    | 2р    | ПФ    | 2р    | 2р    | ЧФ    | ЧФ    | 1р    | ПФ    | ПФ    | 3р    |       | 3р    | 2р    |       | 3р    | 1р    | 2р    |       | 0 / 17    |
| Відкритий чемпіонат США з тенісу       | Ф     | 1р    | ЧФ    | 2р    | ПФ    | ПФ    | ЧФ    | ЧФ    | ЧФ    | ЧФ    | 2р    | 1р    |       | 3р    | 2р    | 1р    | 2р    | 2р    | 1р    |       | 0 / 18    |
| SR                                     | 0 / 2 | 0 / 2 | 0 / 3 | 0 / 3 | 0 / 3 | 0 / 4 | 0 / 3 | 0 / 3 | 0 / 2 | 0 / 3 | 0 / 3 | 0 / 3 | 0 / 1 | 0 / 3 | 0 / 3 | 0 / 2 | 0 / 4 | 0 / 3 | 0 / 3 | 0 / 0 | 0 / 53    |
| Загальна статистика                    |       |       |       |       |       |       |       |       |       |       |       |       |       |       |       |       |       |       |       |       |           |
| Рейтинг на кінець року                 | 13    | 33    | 9     | 7     | 6     | 4     | 4     | 4     | 6     | 4     | 5     | 17    | 66    | 37    | 31    | 38    | 63    | 110   | 189   |       |           |

### Парний розряд
| Турнір                                 | 1978  | 1979  | 1980  | 1981  | 1982  | 1983  | 1984  | 1985  | 1986  | 1987  | 1988  | 1989  | 1990  | 1991  | 1992  | 1993  | 1994  | 1995  | 1996  | 1997  | Career SR |
| -------------------------------------- | ----- | ----- | ----- | ----- | ----- | ----- | ----- | ----- | ----- | ----- | ----- | ----- | ----- | ----- | ----- | ----- | ----- | ----- | ----- | ----- | --------- |
| Відкритий чемпіонат Австралії з тенісу |       |       | ЧФ    | F     | П     | П     | П     | П     | NH    | П     | П     | П     | 1р    | 2р    | ПФ    | Ф     | ПФ    | 2р    | 1р    | 1р    | 7 / 16    |
| Відкритий чемпіонат Франції з тенісу   |       |       |       |       |       |       | П     | П     |       | П     | П     |       |       |       |       | 2р    | 2р    |       |       |       | 4 / 6     |
| Вімблдонський турнір                   | 1р    |       | ЧФ    | П     | П     | П     | П     | F     | П     | ЧФ    | 3р    | ПФ    |       | ПФ    | ПФ    | ПФ    | ЧФ    | ЧФ    | 3р    | 1р    | 5 / 16    |
| Відкритий чемпіонат США з тенісу       | ПФ    | 3р    | F     | ПФ    | ПФ    | П     | П     | F     | П     | П     | ПФ    | F     |       | П     | ПФ    | 3р    | 3р    | ЧФ    | 1р    |       | 5 / 15    |
| SR                                     | 0 / 0 | 0 / 0 | 0 / 1 | 1 / 2 | 2 / 3 | 3 / 3 | 4 / 4 | 2 / 4 | 2 / 2 | 3 / 4 | 2 / 4 | 1 / 3 | 0 / 1 | 1 / 3 | 0 / 3 | 0 / 4 | 0 / 4 | 0 / 3 | 0 / 3 | 0 / 2 | 21 / 53   |
| Загальна статистика                    |       |       |       |       |       |       |       |       |       |       |       |       |       |       |       |       |       |       |       |       |           |
| Рейтинг на кінець року                 |       |       |       |       |       |       | 2     | 1     | 2     | 2     | 2     | 4     | 92    | 9     | 7     | 7     | 12    | 18    | 91    | 249   |           |